# Maisto
Maisto International Inc. ou simplesmente Maisto é uma marca de brinquedos comercializada mundialmente que faz parte da May Cheong Group. 
Embora a marca agora esteja sediada na Califórnia, suas origens e a sede principal da marca estão em Hong Kong. 
A Maisto fabrica principalmente miniaturas de veículos como automóveis, aeronaves e motocicletas da categoria die-cast nas escalas 1:12, 1:18, 1:24/1:25, 1:27, 1:31, 1:43 e 1:64. A empresa também fabricou vários produtos da marca Tonka sob licença da Hasbro e é proprietária das marcas Bburago e Polistil.

## História
Fundada em 1967, a Maisto foi criada pela família Ngan em Hong Kong. 
Na década de 1980, a Maisto tornou-se conhecida como uma fabricante de veículos fundidos após um conglomerado comercial de May Tat Toy (principalmente motocicletas), May Cheong (MC Toy - que produzia veículos menores) e a Maisto. 
Durante a década de 1990, a Maisto foi considerada a divisão americana da Master Toy Co. Ltd. da Tailândia, sendo May Cheong a subsidiária de Kowloon, Hong Kong. Na mesma época, a Maisto ficou popularmente conhecida por suas miniaturas feitas na escala 1:18, ricos em detalhes e partes móveis, concorrendo com diversas marcas nas décadas seguintes, dentre elas, a Bburago.
A May Cheong Group e a Maisto tem sua sede em Hong Kong e os seus produtos são fabricados na China e na Tailândia, cujas miniaturas são produzidas nas escalas 1:12, 1:18, 1:24, 1:25, 1:27, 1:43, 1:31 e 1:64, sendo a maioria licenciadas, baseadas em modelos de veículos populares enquanto outros são modelos fantasia. O armazém e centro de distribuição da marca nos EUA, também conhecido como a Maisto International, Inc, está localizado em Fontana, Califórnia.
Em 2005, a May Cheong Group adquiriu os ativos da famosa marca italiana Bburago. Tempos depois, a Maisto adquiriu também a marca Polistil.

## Galeria de imagens

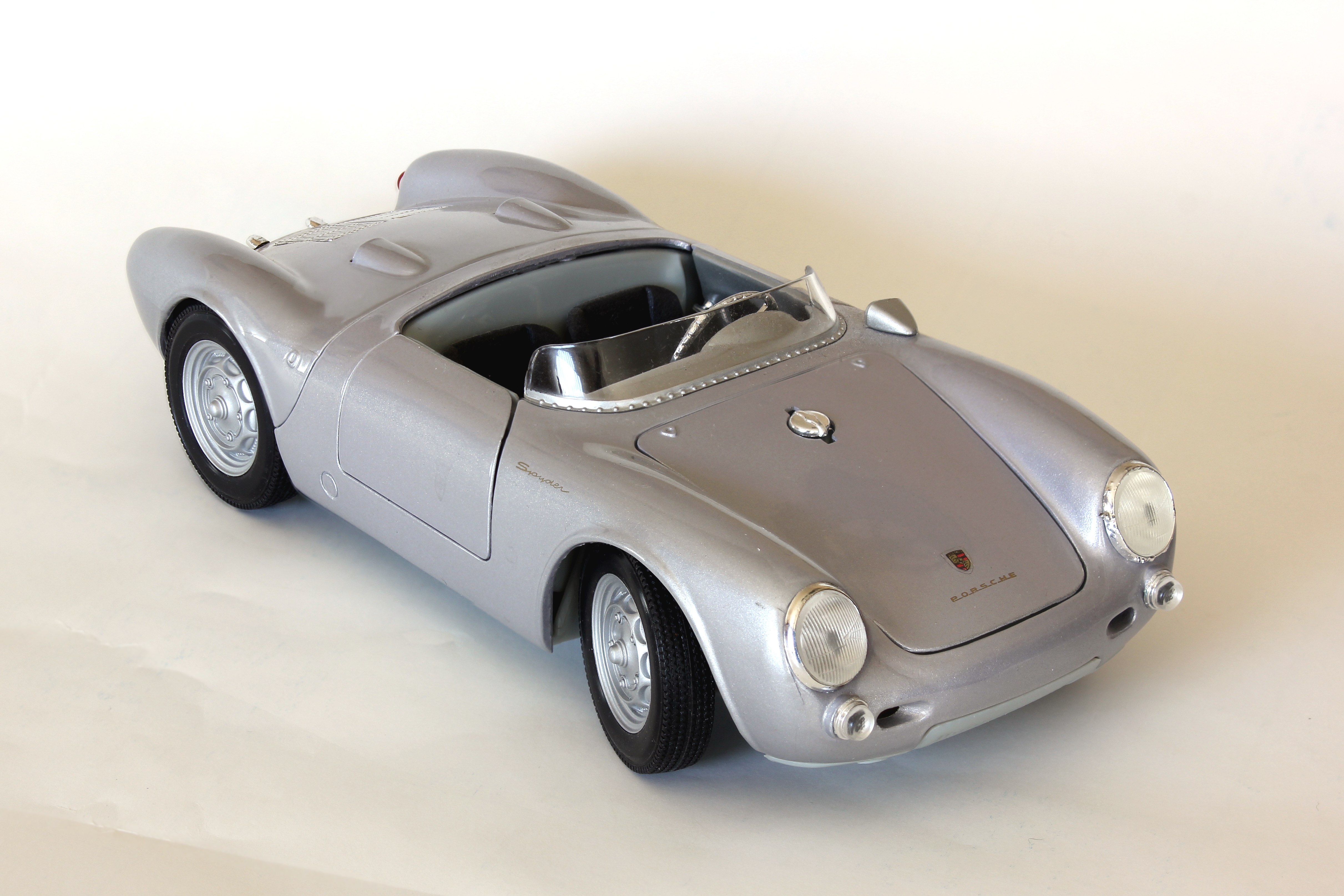
Porsche 550 A na escala 1:18 da Maisto
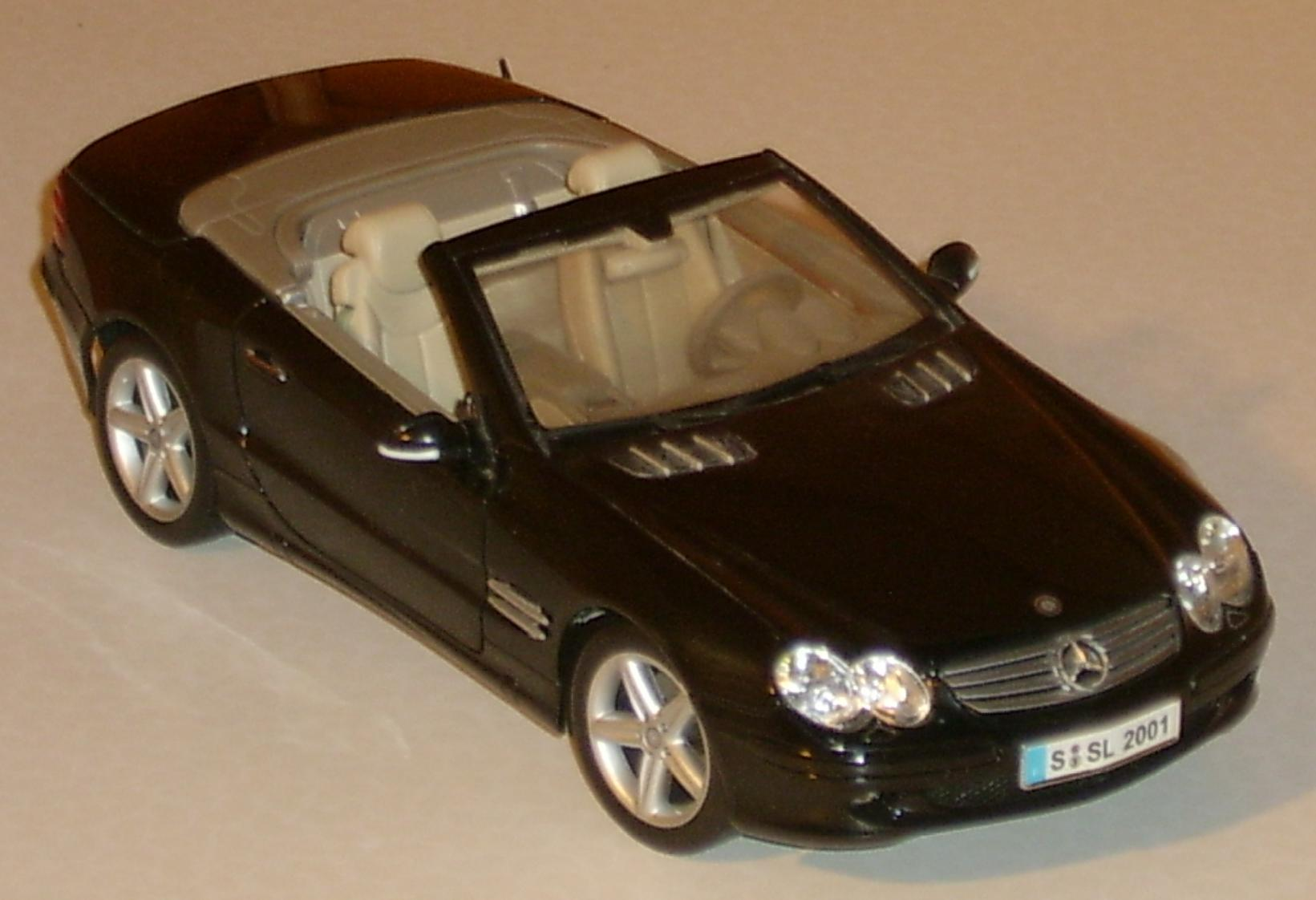
Mercedes Benz SL Klasse na escala 1:18 da Maisto
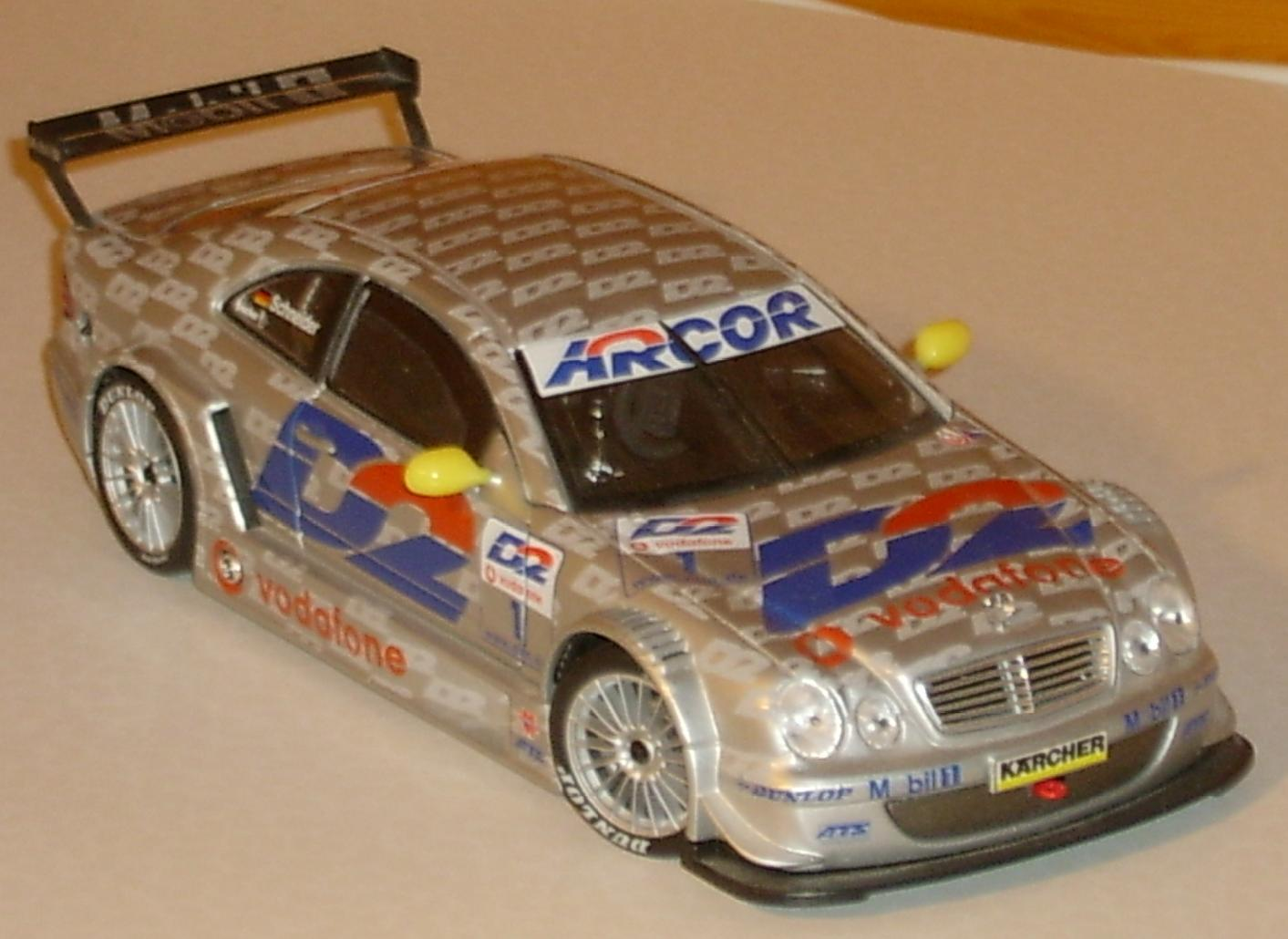
Mercedes-Benz CLK-DTM 2000 na escala 1:18 da Maisto
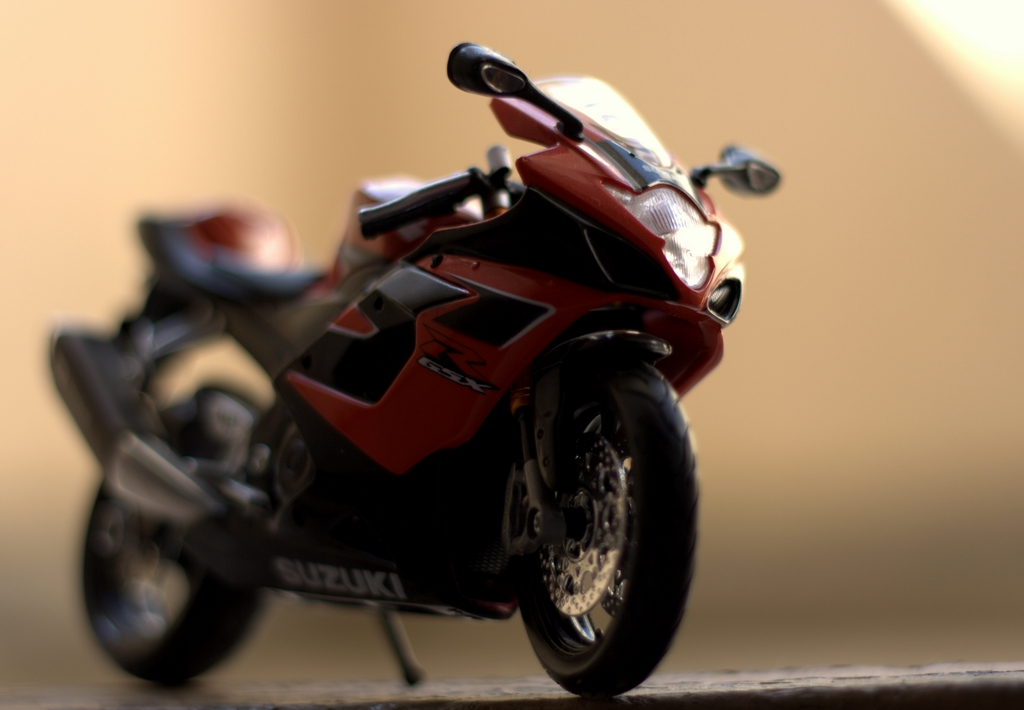
Suzuki RGSX na escala 1:18 da Maisto
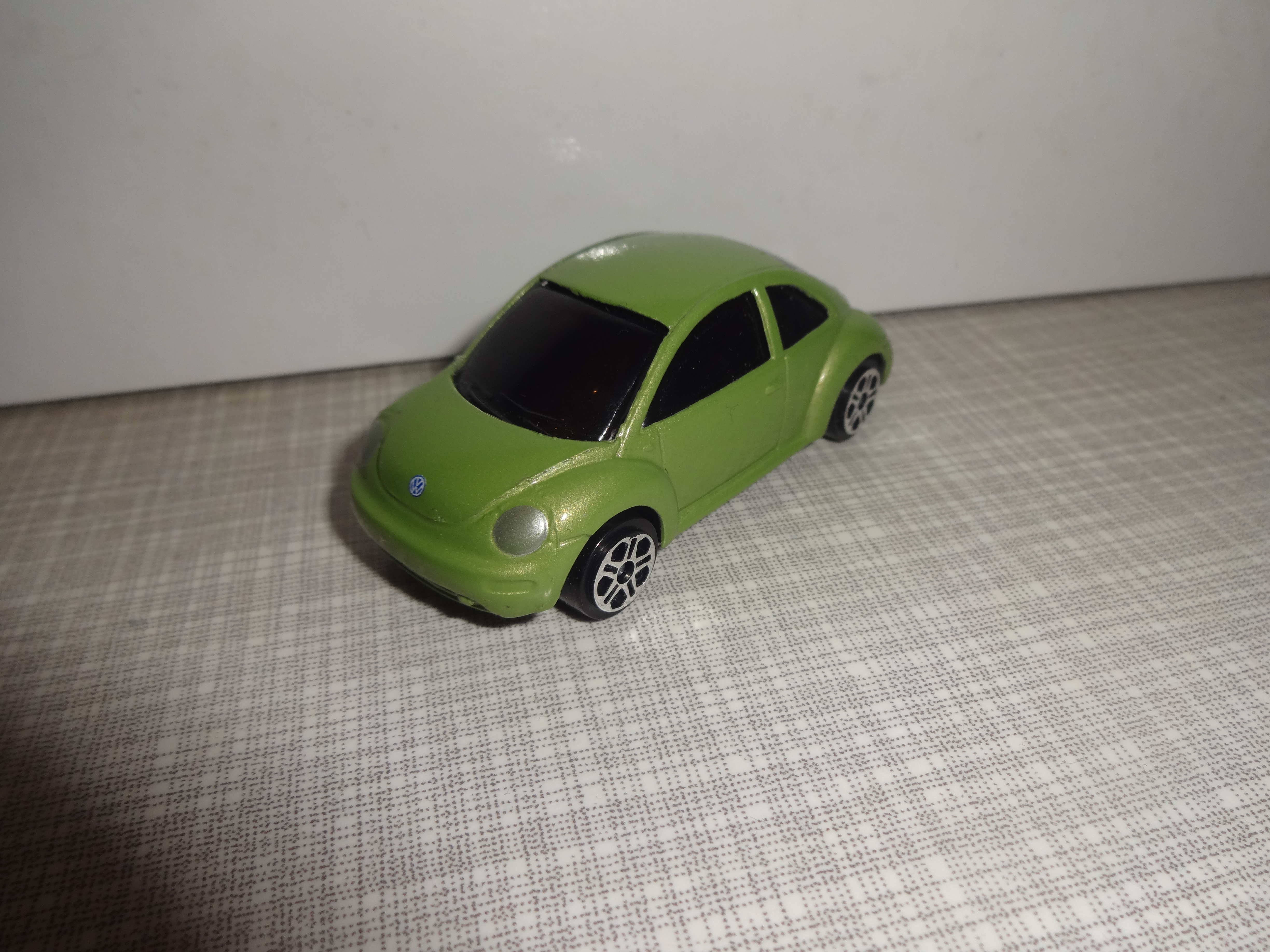
Volkswagen New Beetle na escala 1:64 da Maisto